# Планирање социјалног развоја
Планирање социјалног развоја је планирање процеса социјалних промена, на основу постојећих ресурса и предвиђених социјалних и економских мера којима се постиже квантитативни раст и већи квалитет у сфери животних, радних и друштвених услова. Социјални развој је стални процес промена који води прогресу. Витално је важан за системе са ограниченим људским и материјалним ресурсима. Укључује и мере социјалне заштите.